# Publius Quinctilius Varus

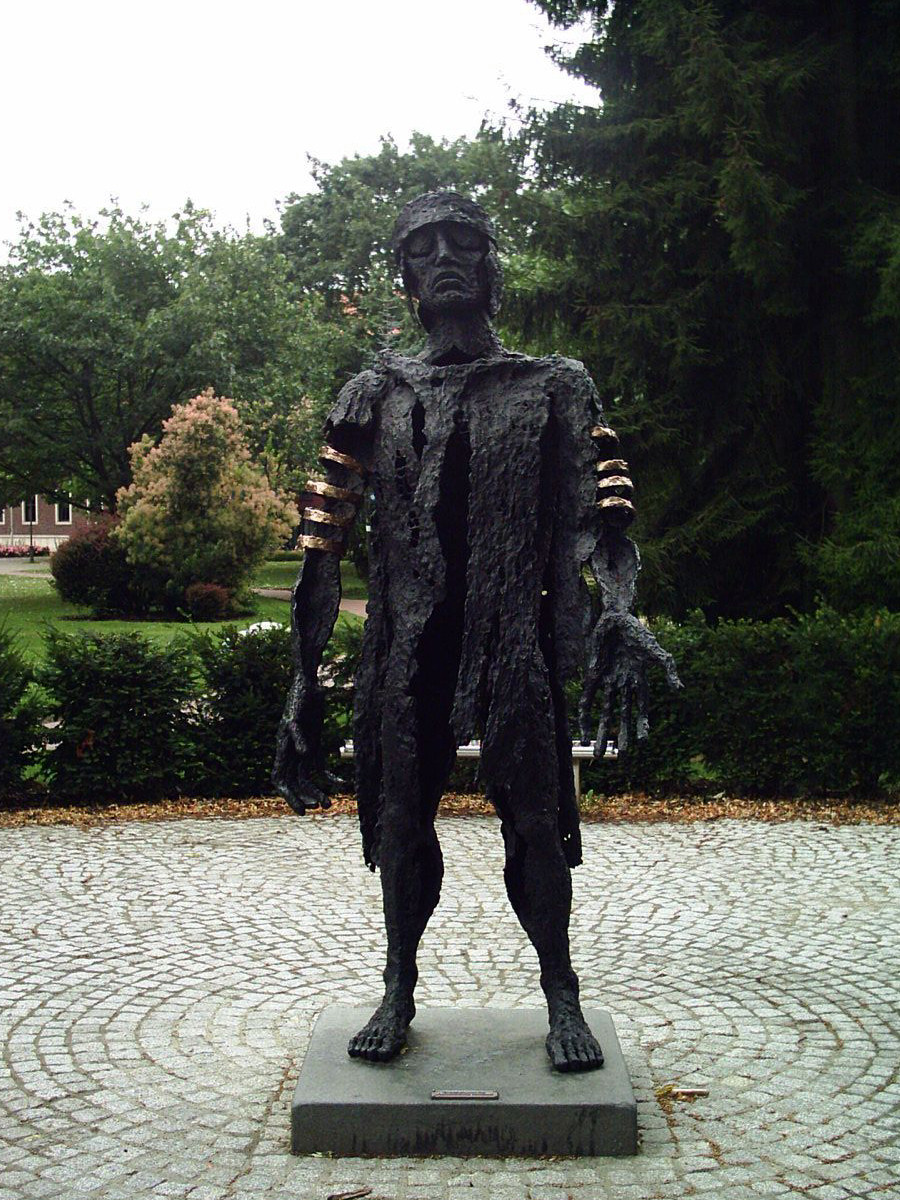
Kẻ bại trận Varus (2003), một tác phẩm điêu khắc của Wilfried Koch tại Haltern am See, Đức.

Publius Quinctilius Varus (46 TCN ở Cremona, Cộng hòa La Mã - 9 CN tại Germania) là một chính trị gia La Mã, tướng và chấp chính quan dưới thời Hoàng đế Augustus, ông được biết đển chủ yếu vì đã mất ba quân đoàn La Mã và chính mạng sống của mình khi bị quân đội Người German dưới sự chỉ huy của Arminius phục kích trong Trận chiến rừng Teutoburg.
Ông là một người thuộc dòng dõi quý tộc  có quan hệ mất thiết với Hoàng gia La Mã và một viên quan coi hành chính giàu kinh nghiệm, được Hoàng đế giao trọng trách củng cố các tỉnh mới tại vùng Germania vào mùa thu năm 6. Đầu năm 6, trước khi Varus là chỉ huy quân đội trên sông Rhine, Khâm sai (Legatus) Gaius Sentius Saturninus  và quan Tổng tài kiêm Khâm sai Marcus Aemilius Lepidus dưới quyền Tiberius - người thống lĩnh một đạo quân gồm thâu 65 nghìn Bộ binh nặng, khoảng 1 vạn - 2 vạn Kỵ binh và cung thủ, 1 vạn - 2 vạn dân thường (13 quân đoàn & đoàn tùy tùng, có thể là khoảng hơn 10 vạn người) đã lập kế hoạch tổ chức một cuộc tiến công vua Marbod của người Markoman - một thị tộc của người Sueb, vốn vị vua này đã tránh được các cuộc tấn công của Drusus I trong năm 9 trước Công Nguyên vào lãnh thổ của dân Boii, nơi họ thành lập một liên minh bộ lạc hùng mạnh với dân Hermundur, Quad, Semnon, Lugia, Zumi, Buton, Mugilon, Sibin và Langobard.
Trong năm 4, Tiberius tiến quân vào Germania và chinh phục người Cananefate ở miền Hạ Germania, người Kat gần thượng nguồn sông Weser, và dân Brukter ở phía nam của rừng Teutoburg. Sau đó, Tiberius xua quân vượt qua Weser. Tuy nhiên, trong năm 6 một cuộc nổi dậy lớn nổ ra trong tỉnh Illyricum (sau này được chia thành Pannonia và Dalmatia). Nó được biết tới trong lịch sử bở cái tên Batonianum Bellum và được lãnh đạo bởi Bato người Daesitiate, Bato người Breucia, Pinnes của Pannonia,. Cuộc khởi nghĩa này kéo dài gần 4 năm trời và Tiberius đã buộc phải ngừng chiến dịch của ông chống lại Marbod, công nhận ông ta là vua  và phái tám quân đoàn của mình (VIII Augusta, XV Apollinaris, XX Valeria Victrix, XXI Rapax, XIII Gemina, XIV Gemina, XVI Gallica và một đơn vị chưa được biết ) tới vùng Balkan.
Gần một nửa trong số tất cả các quân đoàn La Mã đã được tập hợp lại để đàn áp cuộc khởi nghĩa này - với nguyên nhân của khởi nghĩa là sự bất mãn của người dân trước sự bỏ bê, thiếu lương thực chủ yếu (kể từ 22 trước Công Nguyên, sau một cuộc khủng hoảng chính trị vào năm 23 trước Công Nguyên và bạo loạn trong năm 22, 21 và 19 trước Công nguyên, đã kết thúc sau năm 8), thuế má nặng nề và hành động tàn ác của những nhân viên thu thuế. Chiến dịch này, dẫn đầu bởi Tiberius và quan coi quốc khố kiêm Khâm sai Germanicus dưới thời hoàng đế Augustus, là một trong những cuộc chiến khó khăn nhất và quan trọng nhất đối với đế chế La Mã. Trong thời gian bắt đầu của cuộc khởi nghĩa ở phần phía nam của Illyricum, Varius giữ chức Thái thú, hay nói cách khác là Khâm sai quyền Pháp quan của Hoàng đế (Legatus Augusti pro praetore) và chỉ có sẵn ba quân đoàn.
Có lẽ Varus được bổ nhiệm do ông là chồng của cháu gái Augustus. Augustus tưởng lầm rằng Germania đã bị dẹp yên, do đó ông giao cho Varus bắt đầu thực hiện quá trình La Mã hóa. Varus đã áp đặt sự thống trị khắt khe và mục nát tại Germania. Ông thu phục dân German bằng những chính sách như tịch thu lương thực mùa đông của họ giết cả một làng nếu dân làng không thần phục La Mã. Người dân các tỉnh khiếp sợ trước những hành động của Varus, tuy nhiên ông ta có được sự tôn trọng lớn của Viện nguyên lão La Mã. Ông có lẽ là yếu nhân đứng thứ tư vào thời của mình sau Augustus, Tiberius và Germanicus. Trên sông Rhine (có thể là trại castra Vetera gần Xanten hoặc castra Novaesium gần Neuss), ông là chỉ huy của quân đoàn XVII, XVIII (có thể XIIX ) và XIX (XVIIII ), trước đó chỉ huy bởi tướng Gaius Sentius Saturninus, người đã được triệu hồi về kinh thành Roma và đã được ban thưởng bằng một cuộc diễu binh chiến thắng (triumphalia ornamenta)  2 quân đoàn khác ở khu trú đông của quân đội tại castrum Moguntiacum  (I Germanica, Legio V Alaudae) được chỉ huy bởi cháu của Varus, chấp chính quan thứ hai Lucius Nonius Asprenas.
Ông trận vong vào tháng 9 năm 9 tại rừng Teutoburg.